# كمل كلامك (ألبوم)
كمل كلامك هو الألبوم الثاني والعشرين للفنان المصري عمرو دياب، تم إصداره عام 2005 من إنتاج شركة روتانا للصوتيات والمرئيات..

## مشاكل مع روتانا
بعد طرح الألبوم نشأت خلافات مؤقتة بين المغني والشركة بسبب ما وصف بأنه ضعف في التسويق والدعاية الكافية للألبوم. انتهى الخلاف لاحقاً وقام عمرو دياب بتجديد عقده الاحتكاري مع الشركة.

## المبيعات
تصدر الألبوم المبيعات في كثير من سباقات الألبومات الرسمية والفيرجن ميغا ستور وكان أكثر الألبومات مبيعا في شركة روتانا حيث بيع منه أكثر من مليون ونصف نسخة منذ صدوره في عام 2005.

## قائمة الأغاني
| الرقم | اسم الاغنية        | المدة | الشاعر          | الملحن                | الموزع     |
| ----- | ------------------ | ----- | --------------- | --------------------- | ---------- |
| 1     | كمل كلامك          | 04:00 | أمير طعيمة      | ناصر المزداوي         | طارق مدكور |
| 2     | وماله              | 04:48 | خالد تاج الدين  | عمرو مصطفى            | طارق مدكور |
| 3     | وحكايتك إيه        | 04:14 | أمير طعيمة      | محمد رحيم             | طارق مدكور |
| 4     | أيام وبنعيشها      | 03:15 | أيمن بهجت قمر   | محمد يحيى             | طارق مدكور |
| 5     | الله لا يحرمني منك | 03:52 | أمير طعيمة      | عمرو مصطفى            | طارق مدكور |
| 6     | قدام عيونك         | 03:45 | خالد تاج الدين  | عمرو مصطفى            | عادل حقي   |
| 7     | معاك بجد           | 04:11 | أيمن بهجت قمر   | عمرو دياب             | طارق مدكور |
| 8     | ايوة انا عارف      | 03:51 | بهاء الدين محمد | عمرو دياب             | فهد        |
| 9     | بتخبي ليه          | 04:07 | أيمن بهجت قمر   | عمرو مصطفى            | طارق مدكور |
| 10    | أغيب               | 03:31 | بهاء الدين محمد | عمرو دياب - محمد يحيى | عادل حقي   |

## فريق العمل
- غناء: عمرو دياب
- توزيع: طارق مدكور/ عادل حقي/ فهد
- وتريات: يحيى الموجي
- جيتار: اوسو/ خوان سيرو / بينو
- بيانو: نادر حمدي
- رق: هشام العربي
- ناي: رضا بدير
- طبلة: عصام عبد الراضي
- قانون: ماجد سرور
- تصميم البوستر والغلاف: خالد رشدي